# Foley Square
Foley Square est une place de la ville de New York située dans le quartier Civic Center de Lower Manhattan. Plusieurs bâtiments administratifs publics, dont le siège de la Cour suprême de New York, le Thurgood Marshall United State Courthouse, le New York County Courthouse et le tribunal de commerce international des États-Unis, se situent sur la place ou à proximité immédiate.